# Аокі Харутіка
Харутіка Аокі (яп. 青木 治親; нар. 28 березня 1976, Ґумма, Японія) — колишній японський мотогонщик, дворазовий чемпіон світу з шосейно-кільцевих мотоперегонів MotoGP у класі 125 сс (1995 та 1996). Є наймолодшим з трьох братів Аокі, які брали участь у чемпіонаті світу MotoGP; двоє інших Нобутсаку та Такума.

## Біографія

### Кар'єра мотогонщика
Дебютував у чемпіонату світу з шосейно-кільцевих мотоперегонів MotoGP у сезоні 1993 року в класі 125cc, де посів досить високе чотирнадцяте місце в загальному заліку, набравши 39 очок. У наступному сезоні посів 12-е місце, набравши на двадцять очок більше, а також здобувши свій перший подіум (третє місце на Гран-Прі Європи).
Ставши більш впевненим у власних силах, у 1995 році Харучіка став чемпіоном світу у класі 125сс, домінуючи протягом сезону, здобувши сім перемог на етапах (в Австралії, Японії, Іспанії, Німеччини, Італії, Франції та Каталонії) і набравши 224 очка у загальному заліку, на 84 більше, ніж його співвітчизник Казуто Саката, який посів друге місце. Наступного року він знову здобув титул чемпіона світу, здобувши дві перемоги і три поула на етапах.
У 1997 році він перейшов до класу 250сс, посівши восьме місце у першому сезоні. Наступного року зайняв шосте місце в загальному заліку, піднявшись одного разу на подіум (на Гран-Прі Нідерландів).
У 1999 році він перейшов у клас 500сс, приєднавшись до команди TSR Honda. У першому сезоні зайняв 15-е місце.

Наступний сезон провів ще гірше — лише 17-е місце в загальному заліку.
У 2000 році Харучіка Аокі перейшов до чемпіонату Superbike World, де виступав на Ducati 996 RS за команду «R & D Bieffe». Враховуючи невисокі результати, в наступному сезоні японець повернувся у чемпіонат MotoGP у однойменний клас, який був введений на заміну 500сс. Аокі приєднався до команди «Arie Molenaar Racing», до отримав у своє розпорядження мотоцикл Honda NSR 500 V2. Найвищим результатом у сезоні було 5-е місце на Гран-Прі Італії, в загальному заліку Харучіка зайняв 17-е місце.
У 2002 році Харучіка Аокі повернувся в клас 250сс, але невисокі результати (14-е місце і 58 очок) переконали його завершити кар'єру.

## Статистика виступів

### MotoGP

#### У розрізі сезонів
| Сезон  | Клас   | Мотоцикл | Гонки | Перемоги | Подіуми | Поули | Очки | Місце |
| ------ | ------ | -------- | ----- | -------- | ------- | ----- | ---- | ----- |
| 1993   | 125cc  | Honda    | 14    | 0        | 0       | 0     | 39   | 14    |
| 1994   | 125cc  | Honda    | 13    | 0        | 1       | 0     | 59   | 12    |
| 1995   | 125cc  | Honda    | 13    | 7        | 9       | 3     | 224  | 1     |
| 1996   | 125cc  | Honda    | 15    | 2        | 9       | 3     | 220  | 1     |
| 1997   | 250cc  | Honda    | 15    | 0        | 0       | 0     | 102  | 8     |
| 1998   | 250cc  | Honda    | 14    | 0        | 1       | 0     | 112  | 6     |
| 1999   | 500cc  | TSR      | 15    | 0        | 0       | 0     | 54   | 15    |
| 2001   | 500cc  | Honda    | 14    | 0        | 0       | 0     | 33   | 17    |
| 2002   | 250cc  | Honda    | 16    | 0        | 0       | 0     | 58   | 14    |
| Всього | Всього | Всього   | 129   | 9        | 20      | 6     | 901  |       |

### WSB

#### В розрізі сезонів
| Сезон  | Команда      | Мотоцикл   | Гонки | Перемоги | Подіуми | Поули | Очки | Місце |
| ------ | ------------ | ---------- | ----- | -------- | ------- | ----- | ---- | ----- |
| 2000   | R & D Bieffe | Ducati 996 | 16    | 0        | 0       | 0     | 56   | 18    |
| Всього | Всього       | Всього     | 16    | 0        | 0       | 0     | 56   |       |